# Euan Morton
Euan Douglas George Morton, all'anagrafe Iain Middleton (Falkirk, 13 agosto 1977) è un attore e doppiatore britannico.

## Biografia
Euan Morton è nato a Falkirk il 13 agosto 1977. È noto soprattutto come interprete di musical a Londra e a Broadway. Particolarmente apprezzata è stata la sua performance nel ruolo di George nel musical Taboo a Londra e Broadway, una performance che gli valse il Theatre World Award e nomination al Laurence Olivier Award al miglior attore in un musical (2003) e al Tony Award al miglior attore protagonista in un musical (2014). Da allora ha recitato anche in altri musical, tra cui Parade (Washington 2011), Hedwig and the Angry Inch (tour statunitense, 2016) e Hamilton (Broadway, 2017).
È sposato con Lee Armitage e la coppia ha un figlio, l'attore Iain Armitage.

## Filmografia

### Cinema
- Sballati per le feste! (The Night Before), regia di Jonathan Levine (2013)

### Televisione
- Taggart - serie TV, 1 episodio (2000)
- Metropolitan Police - serie TV, 2 episodi (2000)
- The Good Wife - serie TV, 1 episodio (2016)
- Evil – serie TV, 6 episodi (2019-2024)

## Doppiaggio

### Videogiochi
- Star Wars: The Old Republic (2011)